# 贝尔利斯
贝尔利斯（法語：Berlise，法語發音：[bɛʁliz]）是法国上法蘭西大區埃纳省的一个市镇，属于拉昂区。

## 地理
贝尔利斯（49°39'50"N, 4°6'26"E）面积6.59 平方千米，位于法国上法蘭西大區埃纳省，该省份为法国北部内陆省份，北起北部省，西接索姆省和瓦兹省，东临阿登省和马恩省，西南至塞纳-马恩省，东北部与比利时接壤。
与贝尔利斯接壤的市镇（或旧市镇、城区）包括：努瓦尔库尔、塞尔河畔罗祖瓦、勒蒂埃勒、雷讷维尔。

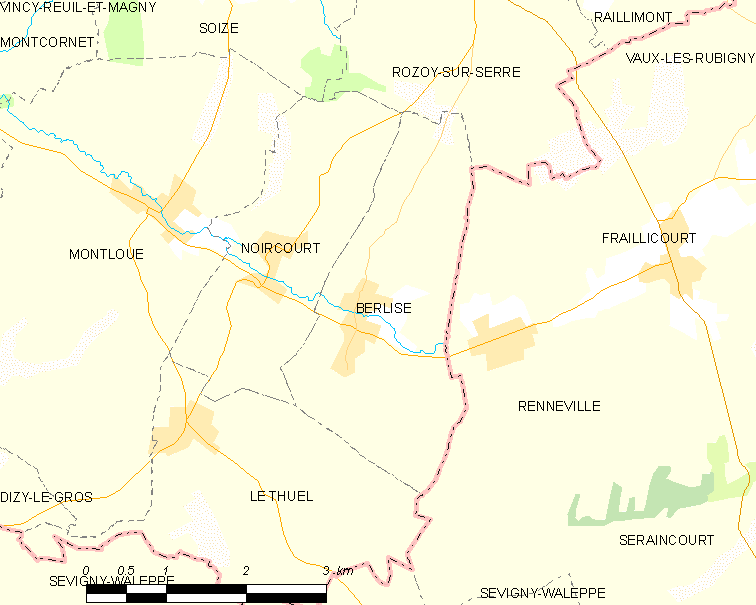
贝尔利斯的OSM定位图

贝尔利斯的时区为UTC+01:00、UTC+02:00（夏令时）。

## 行政
贝尔利斯的邮政编码为02340，INSEE市镇编码为02069。

## 政治
贝尔利斯所属的省级选区为韦尔万县。

## 人口

1962-2008年间贝尔利斯人口变化图示

贝尔利斯于2022年1月1日时的人口数量为104人。